# Militärflugplatz Engels-2

i7
i11
i13
Engels-2 ist ein strategischer Flughafen der russischen Luftstreitkräfte. Er liegt fünf Kilometer östlich der Stadt Engels in der Oblast Saratow. Engels-2 ist die größte russische Operationsbasis der Fernfliegerkräfte für strategische Bomber.

## Geschichte
1955 war Engels-2 eine von nur sechs sowjetischen Basen, die die übergroßen Mjassischtschew M-4 Flugzeuge abfertigen konnte. Die Basis sollte bereits 1987 die ersten schweren Überschall-Bomber vom Typ Tupolew Tu-160 erhalten. Kurzfristig wurden diese jedoch nach Pryluky verlegt. In den folgenden Jahren wurden dann Flugzeuge aus späteren Produktionsserien nach Engels verlegt. 1994 waren fünf Tu-160 in der Basis stationiert und betriebsbereit. Im Rahmen des START-1-Vertrages wurde 1998 bekanntgegeben, dass in Engels-2 zwanzig betriebsbereite strategische Tu-95-Bomber und sechs schwere Tu-160-Bomber stationiert sind. Mittlerweile wurden weitere Flugzeuge nach Engels verlegt, so dass sich zeitweise 14 Tu-160-Bomber dort befanden. Die Flugzeuge sind u. a. dafür konzipiert, nukleare Marschflugkörper aufzunehmen. Seit Juni 2008 fliegen die Langstreckenbomber vom Typ Tu-95MS und Tu-22M3 von dem Stützpunkt aus Patrouillenflüge über der Arktis und dem Atlantik. Hierzu werden die Bomber von Tankflugzeugen vom Typ Iljuschin Il-78 aufgetankt.

### Ukraine-Krieg seit 2022
In Vorbereitung auf den Russischen Überfall auf die Ukraine seit 2022 verlegte Russland zusätzliche Bomber auf den Flugplatz Engels-2 und nutzt die Basis seither (Stand November 2022) für Luftangriffe auf die Ukraine. Am 5. und am 26. Dezember 2022 kam es auf dem Militärflugplatz Engels erstmals zu Explosionen, die mutmaßlich auf Drohnenbeschuss zurückzuführen waren. Nach russischen Angaben starben beim Angriff vom 26. Dezember drei russische Soldaten durch herabfallende Trümmer abgeschossener Drohnen. Nach ukrainischen Angaben kam es zu größeren Schäden. Die russische Luftwaffe habe nach dem Angriff bis zu der Hälfte ihrer hier stationierten strategischen Bomber in den Fernen Osten des Landes verlegt, so dass sie vorerst nicht mehr für den Beschuss von Zielen in der Ukraine zur Verfügung stünden.
Im April 2024 startete die Ukraine 53 Drohnen gegen das westliche Russland, davon eine unbekannte Anzahl gegen Engels-2. 
Der russische Gouverneur der Oblast Saratow bestätigte, dass ukrainische Drohnen am frühen Morgen des 10. Dezember 2024 den Militärflugplatz Engels angegriffen hatten.
Im Januar 2025 gab der ukrainische Generalstab bekannt, ein Treibstofflager für den Luftwaffenstützpunkt Engels getroffen zu haben. Der Gouverneur schrieb, eine nicht näher bezeichnete Industrieanlage in Engels sei durch herabfallende Drohnentrümmer beschädigt worden. Am 14. Januar wurde das Treibstofflager erneut getroffen, was zu einem vom NASA-Programm FIRMS erkannten Brand führte. Am 11. Februar 2025 griffen ukrainische Drohnen die Oblast Saratow an; dabei wurden Explosionen rund um den Luftwaffenstützpunkt Engels-2 gemeldet.

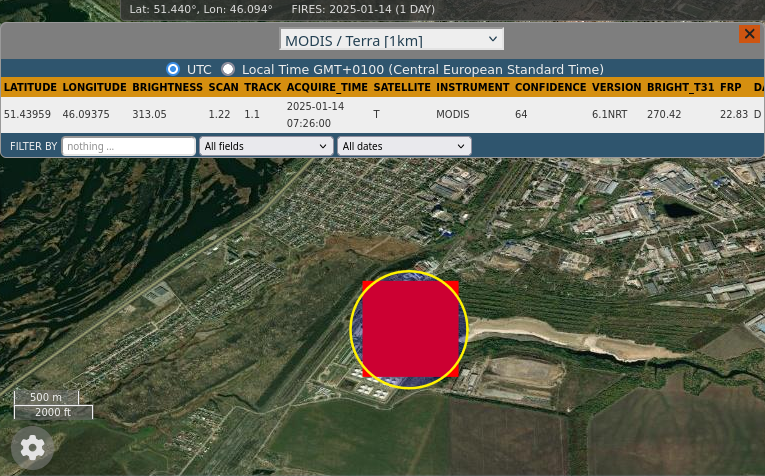
Das FIRMS-Systen der NASA konnte am 14. Januar 2025 einen Brand in einem Treibstofflager des Engels-2-Flugplatzes nachweisen.

Ein ukrainischer Drohnenangriff am Morgen des 20. März 2025 verursachte eine gewaltige Explosion in einem der Munitionslagerbereiche am Ostrand des Flugplatzareals, die laut Analyse von Satellitenbildern etwa zwei Drittel der dortigen Lagergebäude sowie zahlreiche nahe gelegene Datschen zerstörte. Von Reuters geprüfte Videos zeigen eine große Rauchsäule und starkes Feuer. Der Ausnahmezustand sei vor Ort ausgerufen und Anwohner seien evakuiert worden. Das russische Verteidigungsministerium behauptete, die Luftabwehr habe 132 ukrainische Drohnen über russischem Gebiet abgeschossen.
Der Generalstab der  Streitkräfte der Ukraine teilte mit, man habe bei dem Angriff 96 Ch-101-Marschflugkörper zerstört.

## Einheiten
Folgende russische Regimenter sind in Engels-2 stationiert:
- 121. Schweres Bombenfliegerregiment (Tu-160)
- 184. Schweres Bombenfliegerregiment (Tu-95)